# Gustav Rasmussen
Pour les articles homonymes, voir Rasmussen.
Gustav Rasmussen, né le 10 août 1895 à Odense (Danemark) et mort le 13 septembre 1953 à Copenhague (Danemark), est un homme politique danois.

## Décoration
- Commandeur de 1re classe de l'ordre du Dannebrog

### Sources
- (da) Cet article est partiellement ou en totalité issu de l’article de Wikipédia en danois intitulé « Gustav Rasmussen » (voir la liste des auteurs).